# Bob Hansen
Robert Louis Hansen II, detto Bob (Des Moines, 18 gennaio 1961), è un ex cestista statunitense, professionista nella NBA.

## Carriera
È stato selezionato dagli Utah Jazz al terzo giro del Draft NBA 1983 (54ª scelta assoluta).

## Palmarès
- Campionato NBA: 1

Chicago Bulls: 1992